# Enrique Hernández Álvarez
Enrique Hernández Álvarez (San Felipe, Guanajuato; 24 de junio de 1892-Ciudad de México, 2 de noviembre de 1938) fue un médico y político mexicano. Se desempeñó como gobernador de Guanajuato de 1931 a 1932 y como el primer secretario de Salubridad y Asistencia en 1938 durante la presidencia de Lázaro Cárdenas.

## Biografía
Nació el 24 de junio de 1892 en San Felipe (Guanajuato).
Tras efectuar sus estudios iniciales en su ciudad natal y en León (Guanajuato), en 1917 se recibió de médico en la Ciudad de México.
Se dedicó a la política y fue elegido representante ante las legislaturas de 1930, 1931 y 1934. El 31 de septiembre de 1931 fue elegido Gobernador del Estado de Guanajuato ejerciendo hasta el 3 de junio del siguiente año cuando se declaró fenecido su mandato a instancias del presidente Pascual Ortiz Rubio.
Era miembro de la facción conocida como los "verdes", de tendencia liberal, partidarios de Álvaro Obregón y Lázaro Cárdenas y violentamente enfrentados con la facción de los "rojos", laboristas y partidarios de Plutarco Elías Calles.
Fue también presidente del Partido Nacional Revolucionario de Guanajuato; Primer Secretario de Asistencia Pública y Presidente de la Directiva de la Beneficencia Pública del Distrito Federal.
Falleció en 1938 en el hospital Gastón Melo del Distrito Federal.
El 30 de diciembre de ese año su ciudad natal recibió el nombre de ciudad Hernández Álvarez en su honor, recuperando el nombre tradicional de San Felipe en 1948.